# Listă de localități din cantonul Obwald
În cantonul Obwald sunt în anul 2009, 7 comune.
| Stema     | Numele comunei | Locuitori 31 decembrie 2008 | Suprafața in km² | Locuitori/ km² |
| --------- | -------------- | --------------------------- | ---------------- | -------------- |
| Alpnach   | Alpnach        | 5242                        | 56.98            | 92             |
| Engelberg | Engelberg      | 3721                        | 40.75            | 91             |
| Giswil    | Giswil         | 3513                        | 78.18            | 45             |
| Kerns     | Kerns          | 5485                        | 92.66            | 59             |
| Lungern   | Lungern        | 2049                        | 44.99            | 46             |
| Sachseln  | Sachseln       | 4597                        | 53.86            | 85             |
| Sarnen    | Sarnen         | 9822                        | 70.01            | 140            |